# Brassica cadmea
Brassica cadmea là một loài thực vật có hoa trong họ Cải. Loài này được Heldr. ex O.E.Schulz mô tả khoa học đầu tiên năm 1919.